# هونان
هون‌آن یا هونان (به چینی: 湖南)(به انگلیسی: Hunan) یکی از استان‌های کشور چین است. این استان همچنین به‌استان شیان هم شهرت دارد. این استان در جنوب شرقی این کشور قرار گرفته‌است و مرکز آن شهر چانگشا است. جمعیت آن بالغ بر شصت و هفت میلیون نفر است. مساحت این استان برابر ۲۱۱٫۸۰۰ کیلومتر مربع است. رودخانه یانگ تسه از ارتفاعات شمال این استان سرچشمه می‌گیرد.

## نگارخانه

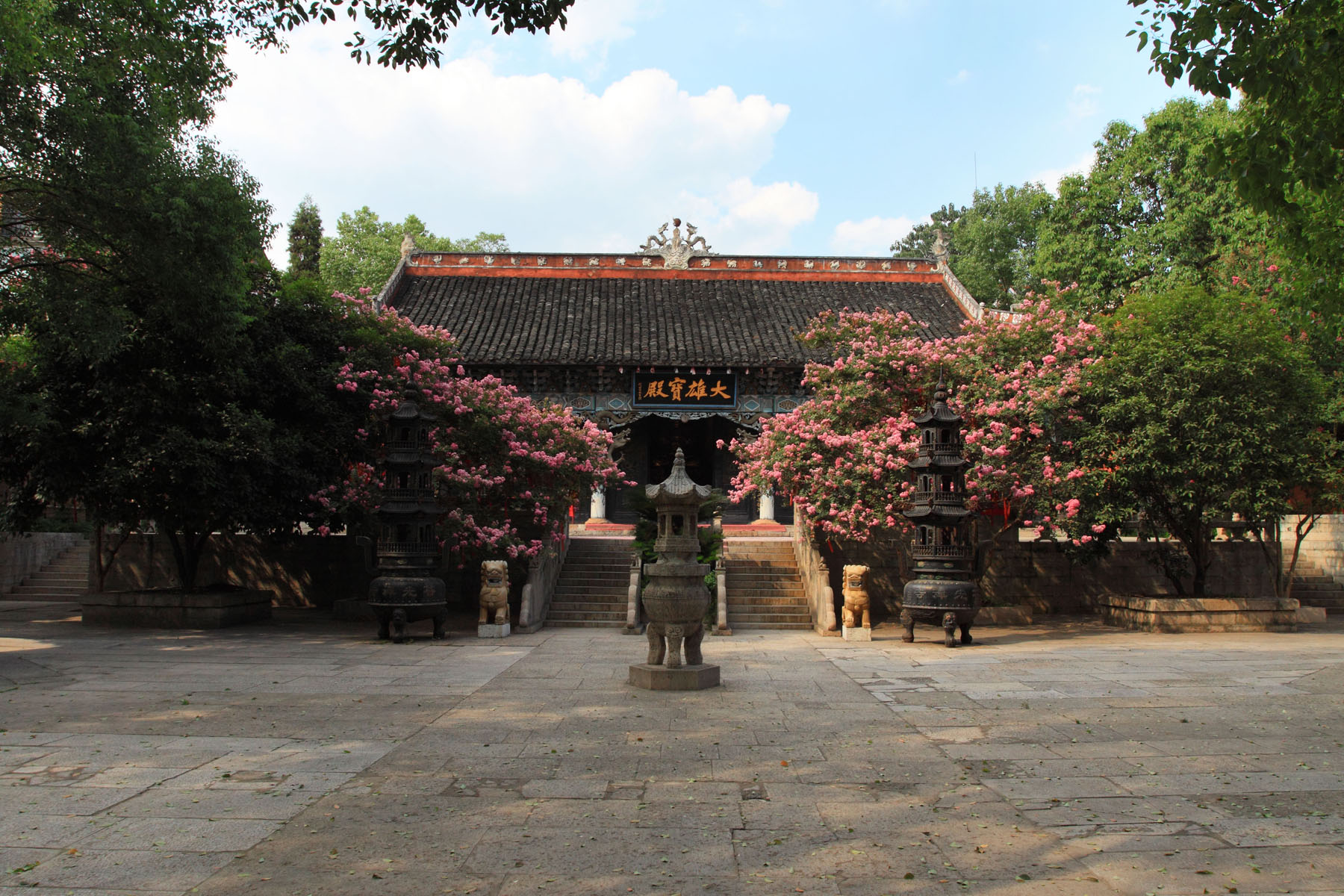
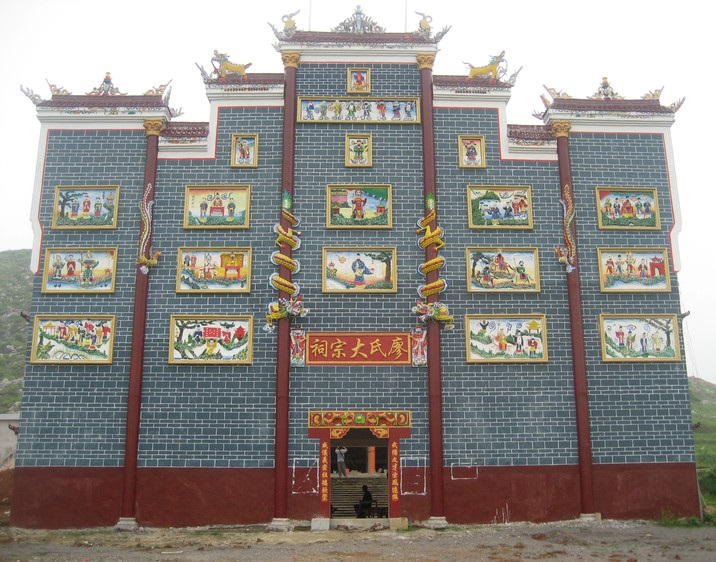

## پیوندها
- وبگاه دولتی هونان